# Lampranthus glaucoides
Lampranthus glaucoides es una especie de planta suculenta perteneciente a la familia de las aizoáceas. Es originaria de Sudáfrica.

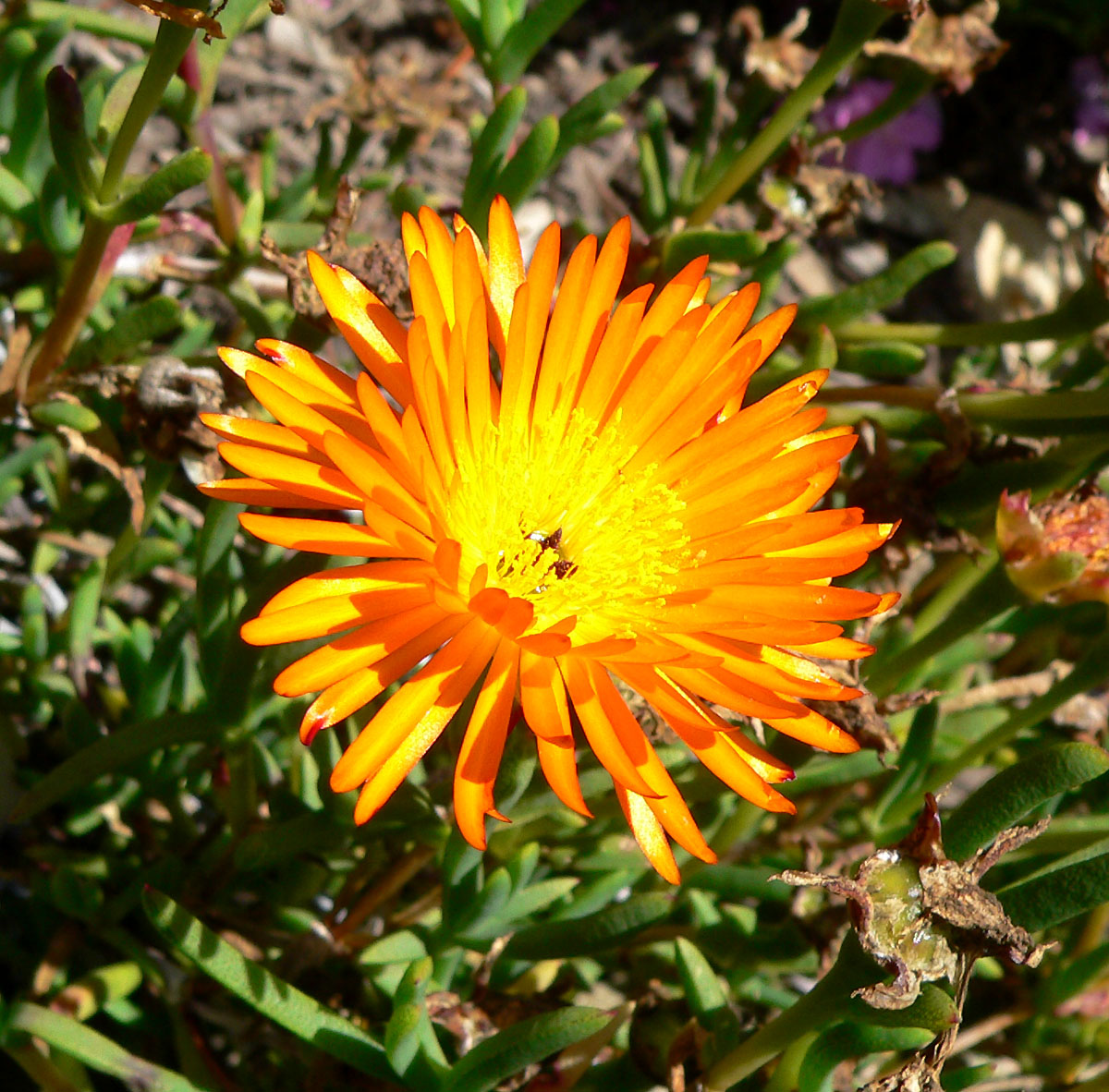
Detalle de la flor

## Descripción
Es una pequeña planta suculenta perennifolia que alcanza un tamaño de 20 a 25 cm de altura, con flores de color naranja, a una altitud de 20 - 100 metros en Sudáfrica.

## Taxonomía
Lampranthus glaucoides fue descrita por  (Haw.) N.E.Br., y publicado en The Gardeners' Chronicle, III, 87: 212 1930
Etimología
Lampranthus: nombre genérico que deriva de las palabras griegas: lamprós = "brillante" y ánthos = "flor".
glaucoides: epíteto latino que significa "como glauco".
Sinonimia
- Mesembryanthemum glaucoides Haw. (1795) basónimo
- Lampranthus aurantiacus (DC.) Schwantes
- Mesembryanthemum aurantium Haw. (1803)
- Mesembryanthemum aurantiacum DC.[3][4]